# Myolepta lunulata
Myolepta lunulata är en tvåvingeart som beskrevs av Jacques-Marie-Frangile Bigot 1884. Myolepta lunulata ingår i släktet parkblomflugor, och familjen blomflugor. Inga underarter finns listade i Catalogue of Life.